# Daniel Shechtman

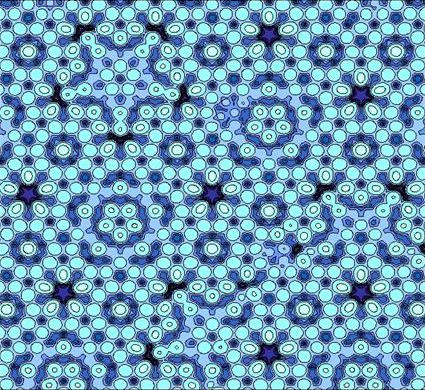
Shechtman felfedezését a kvázikristályok területén tette: olyan kristályos anyagok, amelyeknek nincsenek ismétlődő struktúrái, mint a képen is látható alumínium-palládium-mangán ötvözet.

Daniel Dan Shechtman (Tel-Aviv, Palesztinai Brit Mandátum, 1941. január 24. –) izraeli tudós, az Israel Institute of Technology ("Technion") anyagtudományi professzora, az amerikai Ames Laboratory kutatója, az Iowa State University vendégprofesszora. 1982. április 8-án, miközben a washingtoni Nemzeti Szabványügyi Iroda (U.S. National Bureau of Standards) munkatársa volt, felfedezte az ikozaéder fázist, ami új területeket nyitott meg a kvázikristályok kutatása területén. 2011-ben  kémiai Nobel-díjjal tüntették ki a kvázikristályok felfedezéséért.

## Tanulmányai és munkássága
1966-ban az Israel Institute of Technology-n ("Technion") szerezte főiskola, majd 1968-ban egyetemi diplomáját, majd 1972-ben doktori fokozatát anyagtudományi területen. Az Amerikai Egyesült Államok Nemzeti Tudomány Tanácsának támogatásával az Ohio állambeli Wright Patterson Légierőbázison található kutatólaboratóriumban dolgozott, ahol titániumötvözetek mikrostruktúráját és tulajdonságait vizsgálta. 1975-től a Technion tanára volt az anyagtudományi tanszéken. 1981–1983 között fizetetlen szabadságot vett ki és a Johns Hopkins Egyetemen folytatta kutatásait és a hirtelen megszilárduló alumíniumötvözetek tulajdonságait vizsgálta. Eközben fedezte fel az ikozaéder fázist, amí új területet nyitott a kvázikristályok kutatásában.
A felfedezés rendkívül ellentmondásos volt, az anyagkutatás egyik elismert szakértője, Linus Pauling jelentette ki, hogy "kvázikristályok nincsenek, csak kvázitudósok". Shechtman kutatásvezetője pedig felkérte, hogy távozzon a csapatából, amelyre szégyent hozott.
Shechtman felfedezése után más kutatócsoportok is elkezdtek foglalkozni a területtel és hamarosan empirikus megfigyelésekkel támasztották alá elméletét. Kiderült, hogy a kvázikristályok alacsony hő- és áramvezető tulajdonságokkal rendelkeznek, de nagy a strukturális stabilitásuk. Találtak természetes kvázikristályokat, illetve számos alkalmazási területet, többek között a finomműszeriparban használt acél, az elektromos vezetékek szigetelése és a konyhai edények tapadásgátló bevonatai is tartalmaznak kvázikristályokat.
2011-ben a kémiai Nobel-díjjal tüntették ki a kvázikristályok felfedezéséért.

## Későbbi munkássága
1992–1994 között ismét fizetetlen kutatói szabadságot vett ki és az amerikai szabványügyi hivatal laboratóriumában a gyémánt felhasználását tanulmányozta a kémiai úton készített bevonatok készítése során (Chemical vapor deposition, CVD).
2004-ben lett az Iowa State University részidős professzora, általában egy évből 5 hónapot tölt az iowai Ames-ben.

## Publikációk
- Shechtman, Dan (1984). „Metallic Phase with Long-Range Orientational Order and No Translational Symmetry”. Physical Review Letters 53 (20), 1951. o. DOI:10.1103/PhysRevLett.53.1951.
- Shechtman, Dan (1985). „Nuclear γ-ray resonance observations in an aluminum-based icosahedral quasicrystal”. Physical Review B 32 (2), 1383. o. DOI:10.1103/PhysRevB.32.1383.
- D. P. DiVincenzo and P. J. Steinhardt, eds. 1991. Quasicrystals: The State of the Art. Directions in Condensed Matter Physics, Vol 11. ISBN 981-02-0522-8.

## Fordítás
Ez a szócikk részben vagy egészben  a   Dan Shechtman című angol Wikipédia-szócikk ezen változatának fordításán alapul.  Az eredeti cikk szerkesztőit annak laptörténete sorolja fel. Ez a jelzés csupán a megfogalmazás eredetét és a szerzői jogokat jelzi, nem szolgál a cikkben szereplő információk forrásmegjelöléseként.